# Cheilosia rhynchops
Cheilosia rhynchops là một loài ruồi trong họ Ruồi giả ong (Syrphidae). Loài này được Egger mô tả khoa học đầu tiên năm 1860. Cheilosia rhynchops phân bố ở vùng Cổ Bắc giới